# Heinrich Homeister
Heinrich Homeister (* 12. August 1893; † 19. Januar 1925) war ein deutscher Fußballspieler.

## Karriere
Homeister entstammte dem Nachwuchsbereich von Holstein Kiel und stieg im Laufe der Meistersaison 1911/12 zum Stammspieler auf der rechten Verteidigerposition auf, indem er die erfahreneren Fred Werner und Karl Rempka verdrängte. Homeister gewann mit seiner Mannschaft am 21. April 1912 in Hamburg mit 3:2 gegen den FuCC Eintracht 1895 Braunschweig die Norddeutsche Meisterschaft. Mit diesem Erfolg war seine Mannschaft an der Endrunde um die Deutsche Meisterschaft 1912 vertreten. Homeister kam in allen drei Endrundenspielen zum Einsatz, als durch einen 1:0-Finalerfolg über den Karlsruher FV der Gewinn der ersten und bis heute einzige Meisterschaft der Kieler Klubgeschichte gelang. Zum Zeitpunkt des Finalerfolgs war Homeister noch Schüler an der Oberrealschule I. Die Titelverteidigung ein Jahr später scheiterte durch eine 1:2-Niederlage beim Duisburger SpV.

## Erfolge
- Deutscher Meister: 1912
- Norddeutscher Meister: 1912